# Redwood (Texas)
Pour les articles homonymes, voir Redwood.
Redwood est une census-designated place située dans le comté de Guadalupe, dans l’État du Texas, aux États-Unis. Sa population s’élevait à 4 003 habitants lors du recensement de 2020.